# Pedro Campos Olavarría
Pedro Pablo Campos Olavarría (Santiago de Chile; 2 de junio de 2000) es un futbolista chileno que se desempeña como delantero o volante y milita en Tormenta FC de la USL League One.

## Inicios
Pedro Campos o Chispa como le llaman, es un futbolista profesional chileno. Su madre Marcela Olavarría es Chilena y su padre Víctor Campos es Cubano. Comenzó su carrera jugando en las divisiones inferiores del Colo-Colo de la Primera División de Chile, luego de estar un breve periodo decide cambiarse al Club Deportivo Universidad Católica. Sin debutar en el primer equipo es contratado por el Club Necaxa de la Primera División de México, donde debuta en el primer equipo contra el Club Tijuana.

## Estadísticas
| Club                            | Div.          | Temporada     | Liga  | Liga  | Copas nacionales | Copas nacionales | Torneos internacionales | Torneos internacionales | Total | Total |
| Club                            | Div.          | Temporada     | Part. | Goles | Part.            | Goles            | Part.                   | Goles                   | Part. | Goles |
| ------------------------------- | ------------- | ------------- | ----- | ----- | ---------------- | ---------------- | ----------------------- | ----------------------- | ----- | ----- |
| Necaxa · México                 | 1.ª           | 2018-19       | 3     | 0     | 3                | 0                | —                       | —                       | 6     | 0     |
| Necaxa · México                 | 1.ª           | 2019-20       | 0     | 0     | 3                | 0                | —                       | —                       | 3     | 0     |
| Necaxa · México                 | Total club    | Total club    | 3     | 0     | 6                | 0                | 0                       | 0                       | 9     | 0     |
| Olympiakos Nicosia Chipre       | 1.ª           | 2019-20       | 0     | 0     | 0                | 0                | —                       | —                       | 0     | 0     |
| Olympiakos Nicosia Chipre       | Total club    | Total club    | 0     | 0     | 0                | 0                | 0                       | 0                       | 0     | 0     |
| Bnei Yehuda Israel              | 2.ª           | 2020-21       | 24    | 0     | 0                | 0                | —                       | —                       | 24    | 0     |
| Bnei Yehuda Israel              | Total club    | Total club    | 24    | 0     | 4                | 0                | 0                       | 0                       | 24    | 0     |
| Everton de Viña del Mar · Chile | 1.ª           | 2022          | 4     | 0     | —                | —                | 3                       | 0                       | 7     | 0     |
| Everton de Viña del Mar · Chile | Total club    | Total club    | 4     | 0     | 0                | 0                | 3                       | 0                       | 7     | 0     |
| Deportes Antofagasta · Chile    | 2.ª           | 2023          | 10    | 0     | 1                | 0                | —                       | —                       | 11    | 0     |
| Deportes Antofagasta · Chile    | Total club    | Total club    | 10    | 0     | 1                | 0                | 3                       | 0                       | 11    | 0     |
| Total carrera                   | Total carrera | Total carrera | 41    | 0     | 7                | 0                | 3                       | 0                       | 51    | 0     |
| 1. 2. 3.                        |               |               |       |       |                  |                  |                         |                         |       |       |

### Selecciones
| Selección      | Temporada     | Amistosos | Amistosos | Sudamérica | Sudamérica | Mundial | Mundial | Total | Total |
| Selección      | Temporada     | Part.     | Goles     | Part.      | Goles      | Part.   | Goles   | Part. | Goles |
| -------------- | ------------- | --------- | --------- | ---------- | ---------- | ------- | ------- | ----- | ----- |
| Sub-17 · Chile | 2017          | —         | —         | 4          | 0          | 3       | 0       | 7     | 0     |
| Sub-17 · Chile | Total         | 0         | 0         | 4          | 0          | 3       | 0       | 7     | 0     |
| Total carrera  | Total carrera | 0         | 0         | 4          | 0          | 3       | 0       | 7     | 0     |
| 1. 2.          |               |           |           |            |            |         |         |       |       |